# Mistrovství Evropy ve fotbale hráčů do 21 let 2011

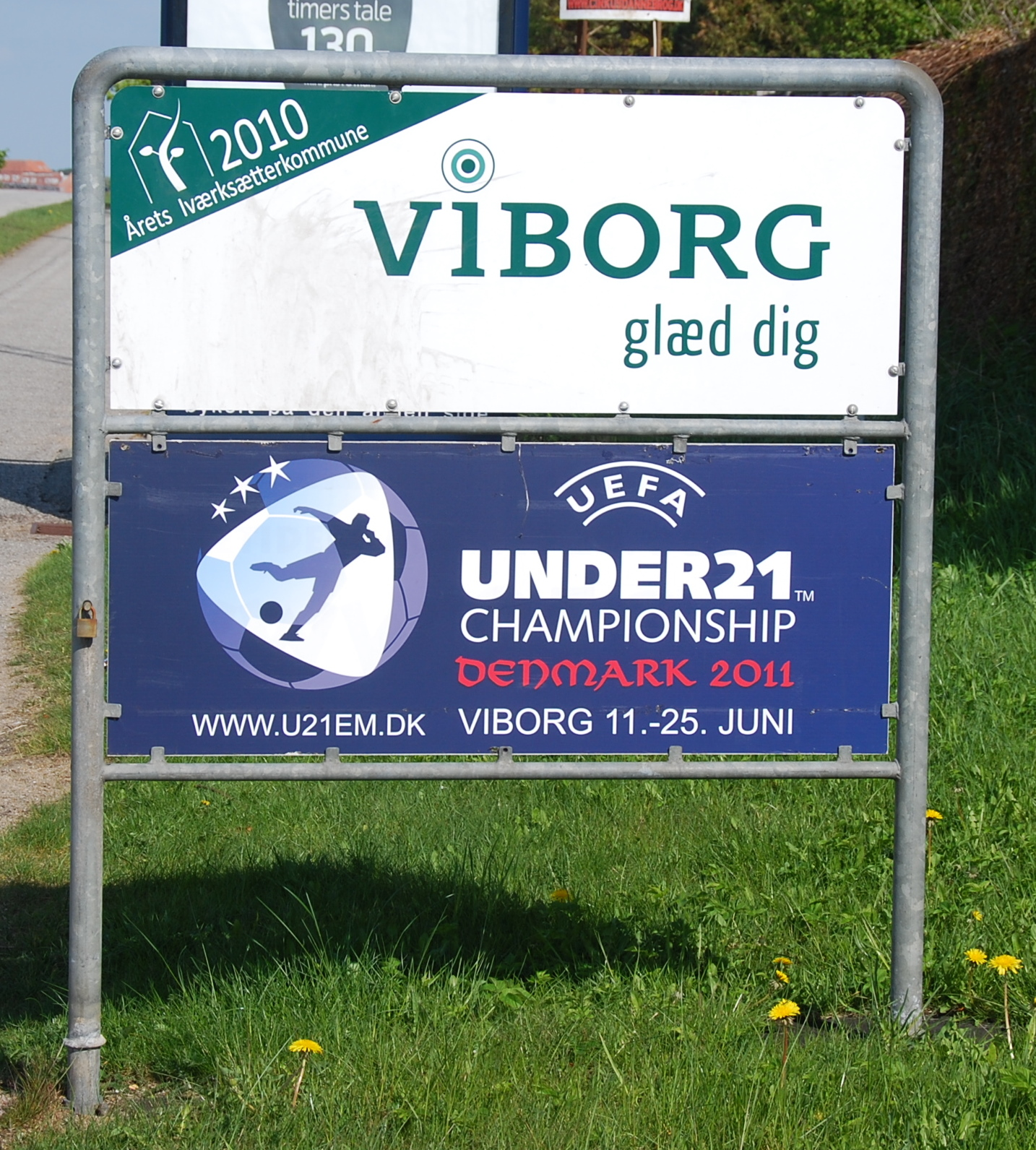
(Foto: Lars Schmidt)

Mistrovství Evropy ve fotbale hráčů do 21 let 2011 se konalo v Dánsku od 11. do 26. června a bylo jeho 18. ročníkem. Účastnit se mohli hráči narození po 1. lednu 1988 (na začátku kvalifikace jim tudíž bylo maximálně 21 let). Vítězem se stala španělská fotbalová reprezentace do 21 let.

## Kvalifikace
Kvalifikace se zúčastnilo celkem 52 týmů (Dánsko mělo účast jistou jako pořadatel), které byly rozlosovány do 10 skupin po 5 a 6 týmech. V kvalifikačních skupinách se týmy utkaly každý s každým doma a venku. Vítězové jednotlivých skupin a nejlepší čtveřice na druhých místech postoupili do baráže. Ta se hrála systémem doma – venku a její vítězové postoupili na závěrečný turnaj.

### Kvalifikované týmy
| Země      | Kvalifikován jako                  | Datum jistoty postupu | Předchozí účasti na závěrečném turnaji                          |
| --------- | ---------------------------------- | --------------------- | --------------------------------------------------------------- |
| Dánsko    | Hostitel                           | 10. prosince 2008     | 4 (1978, 1986, 1992, 2006)                                      |
| Švýcarsko | Vítěz baráže proti týmu Švédsko    | 11. října 2010        | 2 (2002, 2004)                                                  |
| Island    | Vítěz baráže proti týmu Skotsko    | 11. října 2010        | První účast                                                     |
| Anglie    | Vítěz baráže proti týmu Rumunsko   | 12. října 2010        | 10 (1978, 1980, 1982, 1984, 1986, 1988, 2000, 2002, 2007, 2009) |
| Španělsko | Vítěz baráže proti týmu Chorvatsko | 12. října 2010        | 10 (1982, 1984, 1986, 1988, 1990, 1994, 1996, 1998, 2000, 2009) |
| Bělorusko | Vítěz baráže proti týmu Itálie     | 12. října 2010        | 2 (2004, 2009)                                                  |
| Česko     | Vítěz baráže proti týmu Řecko      | 12. října 2010        | 4 (1996, 2000, 2002, 2007)                                      |
| Ukrajina  | Vítěz baráže proti týmu Nizozemsko | 12. října 2010        | 1 (2006)                                                        |

## Systém turnaje
Turnaj hrálo osm týmů, které byly rozlosovány do dvou skupin po čtyřech. První dva týmy z každé skupiny postoupily do semifinále. Nejlepší 3 týmy z celého turnaje (nikoliv ze skupiny) kromě Anglie postoupily na olympijský fotbalový turnaj v Londýně 2012. Zmíněná Anglie měla účast jistou jako pořadatel olympiády, kde startovala pod názvem Velká Británie. V olympijské kvalifikaci byly dva scénáře:
- Pokud Anglie postoupí do semifinále, zbylí 3 semifinalisté postoupí na olympiádu.
- V případě, že Anglie vypadne již v základní skupině, poražení semifinalisté sehrají zápas o účast na olympijském turnaji.

## Stadiony
Turnaj se hrál na čtyřech stadionech ve čtyřech městech:
- Aarhus Stadion, Aarhus (Kapacita: 20 000)
- Aalborg Stadion, Aalborg (Kapacita: 10 500)
- Herning Stadion, Herning (Kapacita: 9 600)
- Viborg Stadion, Viborg (Kapacita: 9 566)

## Základní skupiny
|  | Tým postoupil do vyřazovacích bojů. |

### Základní skupina A
| Tým       | Z | V | R | P | VG | IG | +/- | Body |
| --------- | - | - | - | - | -- | -- | --- | ---- |
| Švýcarsko | 3 | 3 | 0 | 0 | 6  | 0  | +6  | 9    |
| Bělorusko | 3 | 1 | 0 | 2 | 3  | 5  | −2  | 3    |
| Island    | 3 | 1 | 0 | 2 | 3  | 5  | −2  | 3    |
| Dánsko    | 3 | 1 | 0 | 2 | 3  | 5  | −2  | 3    |

Vysvětlivky: Z – odehrané zápasy; V – výhry; R – remízy; P – prohry; VG – vstřelené góly; IG – inkasované góly; +/- – rozdíl skóre
- O umístění na 2. až 4. místě rozhodla minitabulka vzájemných zápasů:
  -  Bělorusko 3 body, skóre 3:2
  -  Island 3 body, skóre 3:3
  -  Dánsko 3 body, skóre 3:4

| 11. června 2011 18:00          |        |        |                                                                   |
| Bělorusko                      | 2 – 0  | Island | Aarhus Stadion, Aarhus diváci: 2 815 rozhodčí: Aleksandar Stavrev |
| Varankov 77' (pen.) Skavyš 87' | Report |        | Aarhus Stadion, Aarhus diváci: 2 815 rozhodčí: Aleksandar Stavrev |

| 11. června 2011 20:45 |        |             |                                                                       |
| Dánsko                | 0 – 1  | Švýcarsko   | Aalborg Stadion, Aalborg diváci: 9 678 rozhodčí: Robert Schörgenhofer |
|                       | Report | Shaqiri 48' | Aalborg Stadion, Aalborg diváci: 9 678 rozhodčí: Robert Schörgenhofer |

| 14. června 2011 18:00 |        |        |                                                                   |
| Švýcarsko             | 2 – 0  | Island | Aalborg Stadion, Aalborg diváci: 1 903 rozhodčí: Marijo Strahonja |
| Frei 1' Emeghara 40'  | Report |        | Aalborg Stadion, Aalborg diváci: 1 903 rozhodčí: Marijo Strahonja |

| 14. června 2011 20:45     |        |           |                                                                   |
| Dánsko                    | 2 – 1  | Bělorusko | Aarhus Stadion, Aarhus diváci: 18 152 rozhodčí: Paolo Tagliavento |
| Eriksen 22' Jørgensen 71' | Report | Baga 20'  | Aarhus Stadion, Aarhus diváci: 18 152 rozhodčí: Paolo Tagliavento |

| 18. června 2011 20:45                          |        |            |                                                                |
| Island                                         | 3 – 1  | Dánsko     | Aalborg Stadion, Aalborg diváci: 9 308 rozhodčí: Milorad Mažić |
| Sigþórsson 58' Bjarnason 60' Valgarðsson 90+2' | Report | Kadrii 81' | Aalborg Stadion, Aalborg diváci: 9 308 rozhodčí: Milorad Mažić |

| 18. června 2011 20:45                  |        |           |                                                                     |
| Švýcarsko                              | 3 – 0  | Bělorusko | Aarhus Stadion, Aarhus diváci: 1 604 rozhodčí: Markus Strömbergsson |
| Mehmedi 6' (pen.), 43' Feltscher 90+3' | Report |           | Aarhus Stadion, Aarhus diváci: 1 604 rozhodčí: Markus Strömbergsson |

### Základní skupina B

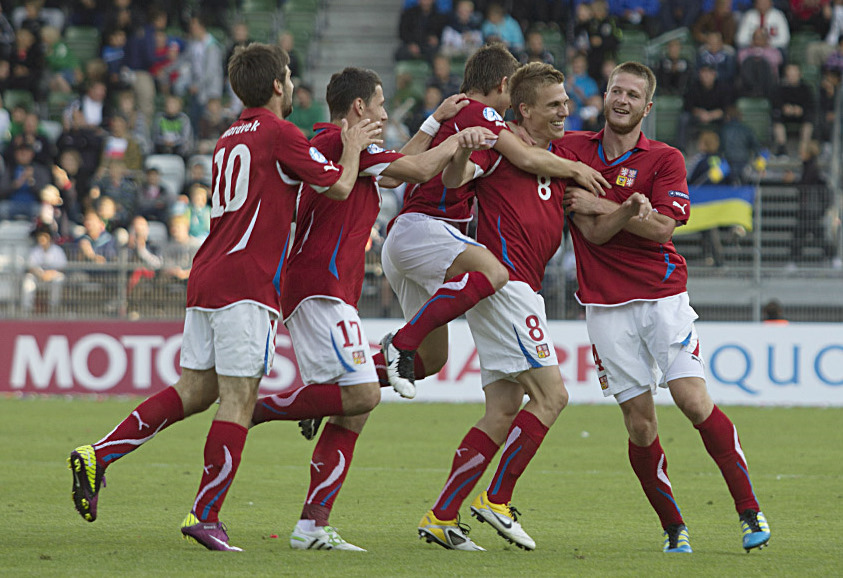
Hráči České republiky slavící gól Bořka Dočkala na 2:0 proti Ukrajině. (Foto: Viborg Municipality)

| Tým       | Z | V | R | P | VG | IG | +/- | Body |
| --------- | - | - | - | - | -- | -- | --- | ---- |
| Španělsko | 3 | 2 | 1 | 0 | 6  | 1  | +5  | 7    |
| Česko     | 3 | 2 | 0 | 1 | 4  | 4  | 0   | 6    |
| Anglie    | 3 | 0 | 2 | 1 | 2  | 3  | -1  | 2    |
| Ukrajina  | 3 | 0 | 1 | 2 | 1  | 5  | −4  | 1    |

Vysvětlivky: Z – odehrané zápasy; V – výhry; R – remízy; P – prohry; VG – vstřelené góly; IG – inkasované góly; +/- – rozdíl skóre
| 12. června 2011 18:00 |        |           |                                                              |
| Česko                 | 2 – 1  | Ukrajina  | Viborg Stadion, Viborg diváci: 4 251 rozhodčí: Milorad Mažić |
| Dočkal 49', 56'       | Report | Bilij 87' | Viborg Stadion, Viborg diváci: 4 251 rozhodčí: Milorad Mažić |

| 12. června 2011 20:45 |        |             |                                                                       |
| Španělsko             | 1 – 1  | Anglie      | Herning Stadion, Herning diváci: 8 046 rozhodčí: Markus Strömbergsson |
| Herrera 14'           | Report | Welbeck 88' | Herning Stadion, Herning diváci: 8 046 rozhodčí: Markus Strömbergsson |

| 15. června 2011 18:00 |        |                 |                                                                     |
| Česko                 | 0 – 2  | Španělsko       | Viborg Stadion, Viborg diváci: 4 600 rozhodčí: Robert Schörgenhofer |
|                       | Report | Adrián 27', 47' | Viborg Stadion, Viborg diváci: 4 600 rozhodčí: Robert Schörgenhofer |

| 15. června 2011 20:45 |        |        |                                                                     |
| Ukrajina              | 0 – 0  | Anglie | Herning Stadion, Herning diváci: 3 495 rozhodčí: Aleksandar Stavrev |
|                       | Report |        | Herning Stadion, Herning diváci: 3 495 rozhodčí: Aleksandar Stavrev |

| 19. června 2011 20:45 |        |                             |                                                                  |
| Anglie                | 1 – 2  | Česko                       | Viborg Stadion, Viborg diváci: 5 262 rozhodčí: Paolo Tagliavento |
| Welbeck 76'           | Report | Chramosta 89' Pekhart 90+4' | Viborg Stadion, Viborg diváci: 5 262 rozhodčí: Paolo Tagliavento |

| 19. června 2011 20:45 |        |                                 |                                                                   |
| Ukrajina              | 0 – 3  | Španělsko                       | Herning Stadion, Herning diváci: 3 302 rozhodčí: Marijo Strahonja |
|                       | Report | Mata 10', 72' (pen.) Adrián 27' | Herning Stadion, Herning diváci: 3 302 rozhodčí: Marijo Strahonja |

## Play off

### Semifinále
| 22. června 2011 18:00         |                   |              |                                                                     |
| Španělsko                     | 3 – 1 (po prodl.) | Bělorusko    | Viborg Stadion, Viborg diváci: 8 000 rozhodčí: Markus Strömbergsson |
| Adrián 89', 105' Jeffrén 113' | Report            | Varankov 38' | Viborg Stadion, Viborg diváci: 8 000 rozhodčí: Markus Strömbergsson |

| 22. června 2011 21:00 |                   |       |                                                                       |
| Švýcarsko             | 1 – 0 (po prodl.) | Česko | Herning Stadion, Herning diváci: 7 500 rozhodčí: Robert Schörgenhofer |
| Mehmedi 114'          | Report            |       | Herning Stadion, Herning diváci: 7 500 rozhodčí: Robert Schörgenhofer |

### Olympijská baráž
- Finalisté a vítěz této baráže postoupili na olympijský turnaj. Anglie měla účast jistou jako pořadatel olympiády.

| 25. června 2011 15:00 |        |               |                                                              |
| Česko                 | 0 – 1  | Bělorusko     | Aalborg Stadion, Aalborg diváci: 870 rozhodčí: Milorad Mažić |
|                       | Report | Filipenko 88' | Aalborg Stadion, Aalborg diváci: 870 rozhodčí: Milorad Mažić |

### Finále
| 25. června 2011 20:45 |        |                           |                                                                   |
| Švýcarsko             | 0 – 2  | Španělsko                 | Aarhus Stadion, Aarhus diváci: 16 110 rozhodčí: Paolo Tagliavento |
|                       | Report | Herrera 41' Alcântara 81' | Aarhus Stadion, Aarhus diváci: 16 110 rozhodčí: Paolo Tagliavento |